# Inretjärnen, Norrbotten
Inretjärnen är en sjö i Kalix kommun i Norrbotten och ingår i Töreälvens huvudavrinningsområde.